# Ruth Harrison
Ruth Harrison   (Londres, 24 de juny de 1920 - Londres, 13 de juny de 2000) OBE va ser una autora i activista anglesa pel benestar animal.

## Biografia
Harrison va néixer a Londres, filla de l'autor Stephen Winsten i l'artista Clara Birnberg. Va estudiar al Bedford College de Londres. Com a quàquer i objectora de consciència durant la Segona Guerra Mundial (seguint així la postura del seu pare a la Primera Guerra Mundial), va servir en un servei voluntari d'ambulàncies, primer al barri lodonenc de Hackney, Londres, i després amb persones exiliades a Slesvig-Holstein i Bochum a Alemanya. Ruth es va casar amb l'arquitecte Dex Harrison el 1954. Va formar part del Comitè de Benestar dels Animals de Granja, un organisme independent.
El 1964, Harrison va publicar Animal Machines, que descriu la ramaderia intensiva. Es deia que el llibre exposava el patiment infligit als animals de granja per part de la ramaderia industrialitzada. L'obra va impulsar el govern britànic a nomenar un comitè presidit per Francis Brambell per investigar el benestar dels animals de granja. L'any 1965 es va publicar l'«Informe Brambell» que descrivia cinc llibertats. El llibre de Harrison es va publicar a set països i va inspirar la Convenció Europea per a la Protecció dels Animals de Granja. El 1986 va ser guardonada amb l'Orde de l'Imperi Britànic (OBE).
Harrison va morir de càncer l'any 2000, poc abans del seu vuitantè aniversari.

## Llegat
L'eticista australià Peter Singer ha dit que llegir Animal Machines va ser important per convertir-se en vegetarià i adoptar les opinions que exposa a Animal Liberation. La presidenta i cofundadora de People for the Ethical Treatment of Animals (PETA), Ingrid Newkirk, també atribueix a aquest llibre la seva vocació.

## Publicacions destacades
- Animal Machines: the New Factory Farming Industry. Vincent Stuart Publishers. (1964)
- Case Study: Farm Animals. In R. J. Berry. (1992). Environmental Dilemmas: Ethics and Decisions. Chapman & Hall. ISBN 0-412-39800-1